# Lac San Fernando
Le lac San Francisco est un lac artificiel créé sur la Reconquista, une rivière de la province de Buenos Aires.

## Description
D'une superficie de 250 hectares, il est situé à cheval entre les partidos de Merlo, de Moreno et de Marcos Paz, à environ 40 km de Buenos Aires. Ses eaux, à une altitude de 17,5 m, sont retenues par le barrage Ingeniero Roggero. 

### Barrage Ingeniero Roggero
Long de 1 500 m, le barrage Ingeniero Carlos Francisco Roggero est large de 260 m dans sa partie centrale. Il supporte une voie pavée de 7,6 m qui sert de pont.

## Histoire

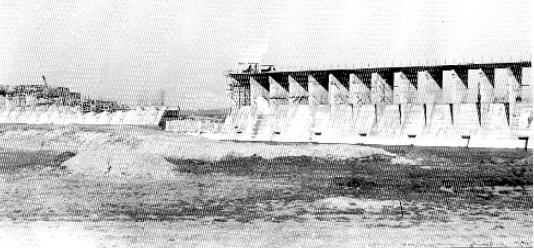
Le barrage Ingeniero Roggero en travaux (1970).

La construction du barrage découle de la volonté de lutter contre les inondations récurrentes de la Reconquista. Les premières études furent menées en 1959, sur ordre du gouverneur de la province, Oscar Allende, par l'ingénieur Carlos Francisco Roggero, directeur des projets hydrauliques au ministère des Travaux publics. En 1964, le rapport conclut que la régulation du courant de la rivière implique la construction d'un barrage. Les travaux commencèrent en 1967 et s'achevèrent en 1972. Le nom de Roggero, décédé peu de temps auparavant, fut donné au barrage.